# トーンモバイル
トーンモバイル（TONE MOBILE）は、ドリーム・トレイン・インターネット（DTI）が仮想移動体通信事業者（MVNO）として提供する通信サービスである。

## 概要
「すべてのヒトに、安心品質。」をコンセプトに、初めてスマートフォンを手にする初心者や子供、シニア層を主なターゲットとし、家族で安心して使えるスマートフォンサービスを目指す。
- 通信端末「TONE」（トーン）の開発を自社で行う
- 親会社であるフリービットがMVNEを担当し、端末と通信用SIMを一括で提供する

などにより、すべてのサービスを自社グループ内で「垂直統合型」で提供。また、これにより、家族向け見守りサービス「TONEファミリー」や、遠隔で端末を操作してサポートができる「遠隔サポート」など、利用者のニーズに応えた独自のサービスを展開している。

## 沿革
- 2013年（平成25年）
  - 11月13日 - DTIがfreebit mobileサービス開始[2]、スマートフォン「PandA」発売。トータルプロデューサーとして建築デザイナーの迫慶一郎を迎え、端末や店舗のデザインを一任[3]。
  - 12月7日 - 直営販売店「ATELIER」1号店を福岡市天神にて開店[4]。
- 2014年（平成26年）
  - 3月11日 - 「PandA 2nd lot」発売。
  - 4月 - 小型移動店舗「STAND freebit」、マリノアシティ福岡にて初運用[5]。
  - 6月15日 - 日本初となるスマートフォンのテレビショッピングを行う。同年7月31日には日本初となるスマートフォンのラジオショッピングを行う。
  - 8月20日 - エイブルと業務提携。
  - 10月 - グッドデザイン賞を受賞[6]。
- 2015年（平成27年）
  - 1月16日 - フリービットモバイル株式会社設立[7]。
  - 3月1日 - DTIのfreebit mobile事業をフリービットモバイルに譲渡。フリービットモバイルはトーンモバイル株式会社に社名変更[7][8]。
  - 3月12日 - トーンモバイルがカルチュア・コンビニエンス・クラブ（CCC）に第三者割当増資を実施（増資後の出資比率：CCC 51%、フリービット 49%）[7][8]。
  - 5月5日 - サービス名を「TONE」に変更、TSUTAYA店頭での販売を順次開始。
  - 11月17日 - スマートフォン「TONE m15」を発売開始[9]。
- 2016年（平成28年）11月 -「TONE m15」が、MVNOとして初めて「全国子ども会連合会」の推奨商品に認定される[10]。
- 2017年（平成29年）
  - 3月 -「TONEファミリー」が、スマートフォンとして初めて東京都を含む九都県市の推奨機能に認定される[11]。
  - 8月1日 - スマートフォン「TONE m17」発売開始[12]。
- 2018年（平成30年）4月26日 - iPhone専用SIM「TONE SIM (for iPhone)」の販売を開始[13]。
- 2019年（平成31年/令和元年）
  - 3月1日 - スマートフォン「TONE e19」発売開始[14]。
  - 12月1日 - トーンモバイルの全事業をDTIに譲渡の上、フリービットが所有するトーンモバイルの株式をCCCへ1円で売却。これに伴い、フリービットとCCCの資本・業務提携を解消[15]。
  - 12月18日 - トーンモバイルがTMC株式会社に商号変更。
- 2020年（令和2年）7月1日 - CCCがTMC株式会社を合併し、TMCの法人格が消滅。
- 2021年（令和3年）
  - 11月30日 - TONE SIM (for iPhone)の新規契約を終了。
  - 12月22日 - 株式会社トーンライフスタイルが、NTTドコモの「エコノミーMVNO」に準拠した「TONE for iPhone」のサービスを開始[16]。
- 2022年（令和4年）
  - 1月1日 - TONE SIM (for iPhone)の基本使用料（1500円→1000円）、090音声オプション（950円→0円）を値下げ。
  - 2月24日 - トーンライフスタイルが、NTTドコモの「エコノミーMVNO」に準拠した「TONE for Android」のサービスを開始[17]。

## サービス概要

### 端末
トーンモバイルでは、Androidスマートフォン「TONE」を販売している。2022年時点では「TONE e22」が最新となる。TONEはSIMフリー端末だが、トーンモバイル以外では販売しておらず、端末の単体販売もしていない。
なおサービス開始からTONEへの移行時まで、機種名はいずれも「PandA」で、ロット表記で区分していた。一時は「PandA 2」のように別の機種名とする案もあったが、フリービット社外取締役の出井伸之から指摘を受けて踏みとどまった。
機種一覧
- PandA （2013年11月発売）
  - Android 4.1.1搭載
  - 外寸・重量：147×76.5×9.7mm、164g
  - CPU：デュアルコア 1GHz
  - ディスプレイ：480×854ピクセル（5.0インチ）
  - フロントカメラ：800万画素
- PandA 2nd Lot（2014年3月発売）
  - Android 4.2.1搭載
  - CPU：クアッドコア 1.2GHz
  - その他の仕様はPandAと同じ
- PandA 3rd Lot → TONE m14（2014年8月発売）
  - Android 4.2.2搭載
  - 外寸・重量：151×77.5×9.5mm、189g
  - CPU：クアッドコア 1.3GHz
  - ディスプレイ：540×960ピクセル（5.5インチ）
  - フロントカメラ：800万画素、サブカメラ：約300万画素
- TONE(m15)
  - Android 5.1搭載
  - 外寸・重量：147×74.5×8.6mm、165g
  - CPU：MediaTek MT6735（4コア・1.3GHz）
  - ディスプレイ：720×1280ピクセル（5.5インチ）
  - フロントカメラ：約1200万画素、サブカメラ：約500万画素
- TONE(m17) （2017年発売、富士通コネクテッドテクノロジーズ製）
  - Android 7.1搭載
  - 外寸・重量：147×71×8.0mm、148g
  - CPU：Snapdragon410（4コア・1.2GHz）
  - ディスプレイ：720×1280ピクセル（5インチ）
  - メインカメラ：約1310万画素、サブカメラ：約500万画素
  - おさいふケータイ対応
- TONE e19 （2019年発売、中国・Wiko社製）
  - Android 8.1搭載
  - 外寸・重量：153.6×73.2×8.6mm、166g
  - CPU：Snapdragon450（8コア・1.8Ghz）
  - ディスプレイ：720×1512ピクセル（約6インチ）
  - メインカメラ：約1200万＋約500万画素、サブカメラ：約800万画素
- TONE e20 （2020年発売、中国・Wiko社製）
  - Android 9搭載
  - 外寸・重量：159×76.5×8.2mm、175g
  - CPU：MediaTek Helio P22（8コア・2.0Ghz）
  - ディスプレイ：720×1520ピクセル（約6.3インチ）
  - メインカメラ：約1300万＋約1200万＋約200万画素、サブカメラ：約800万画素
- TONE e21 （2021年発売）
  - Android 10搭載
  - 外寸・重量：162.4×77×8.85mm、185g
  - CPU：MediaTek Helio P35（8コア）
  - ディスプレイ：1080×2430ピクセル（約6.5インチ）
  - メインカメラ：約4800万（メイン）＋約800万（広角）＋約200万（マクロ）＋約200万画素（深度測定）
  - サブカメラ：約800万画素
- TONE e22　（2022年発売）
  - Android 11搭載
  - 外寸・重量：164.7 × 76.5 × 8.9mm、191g
  - CPU：MediaTek Dimensity 700（8コア）
  - ディスプレイ：2400×1080ピクセル （6.67インチ）
  - メインカメラ：約4,800万（メイン）+約800万（広角）+約200万画素（深度測定）
  - サブカメラ：約1,300万画素

### 通信サービス
NTTドコモ網を利用し、基本プランではLTE・FOMA網での通信が可能で、通信量の制限はないが、通信速度は最大3Mbpsとなる。ただし動画の再生は通信制限がかかるため、動画視聴時は動画チケットオプション（1GBあたり300円～445円）を購入する必要がある。
音声通話は、当初は別料金のオプションサービスだったが、2021年4月1日（Android）・2022年1月1日（iPhone）より基本プランに含まれるようになった。

### 料金プラン
基本プラン
トーンモバイルのAndroid端末「TONE」を購入する契約。Android端末の「持ち込み新規」はできないため、端末の購入は必須となる。
基本料金は1000円で、IP電話・一般の通話（090等の番号）どちらも可能となっている。いわゆる「かけ放題プラン」はIP電話用（10分以内）・一般の通話用（5分以内）それぞれに用意されている。
最低契約期間は24か月で、期間内の解約は違約金9800円が発生する。
TONE for Android
NTTドコモの「エコノミーMVNO」に準拠した自社端末専用の通信サービスで、ドコモショップとトーンモバイルのオンラインショップで申し込みが可能。サービス内容は基本プランとほぼ同一（一部サービスの料金が異なる）だが、利用料金100円につき1dポイントが付与される。ドコモショップ店頭では契約に必要なMNP転出のサポートのみ行い、端末は後日郵送され加入者自ら端末の初期設定を行う。契約後のサポートは基本的にトーンモバイルが受け持つ。
TONE SIM for iPhone
（2021年11月30日で新規契約の受け付けを終了）

iPhone専用SIMを購入する契約。基本プランとは逆に、トーンモバイルではiPhoneを販売していないため端末を自分で用意する「持ち込み新規」のみとなる。基本プランとの相違点として、最低契約期間がない点、一般の通話サービスはオプション扱い（無料）で、新規契約から3ヶ月間は付加できない点がある。
TONE for iPhone
NTTドコモの「エコノミーMVNO」に準拠したiPhone専用の通信サービスで、申し込み拠点はドコモショップのみとなる。サービス内容はTONE SIM for iPhoneとほぼ同一（一部サービスの料金が異なる）だが、利用料金100円につき1dポイントが付与される。ドコモショップ店頭では契約に必要なiPhoneの販売やMNP転出のサポートを受けることができるが、契約後のサポートは基本的にトーンモバイルが受け持つ。

### サービス

#### TONEファミリー
子供などに「TONE」を持たせた際のペアレンタルコントロールが可能になる家族向け見守りサービス。（一部有料サービスあり）保護者は管理画面にブラウザからアクセスするか、「TONE見守り」アプリ（Android、iOS対応）をダウンロードすると、「TONE」以外の端末でも簡単に、現在地確認やアプリの時間制限、被保護者の行動の通知などの各種サービスが利用可能になる。
スマホの機能として初めて、青少年の健全育成に配慮した機能として東京都を含む関東の九都県市に推奨されている。また、「TONEファミリー」により、端末自体も「全国子供会連合会」の推奨商品に認定されている。
2017年7月には、女性誌「VERY」と共同開発した子供向けサービスとして、「夜は使えなくなる機能」を発表。
- アプリ利用制御

Androidではオリジナル端末の、iPhoneではVPNによる制御により、アプリの利用を制限する機能。アプリ単位だけでなく、時間単位の制限も可能。
- GPS見守り機能

被保護者が利用する「TONE」に対し、保護者によるアプリ利用状況の管理や、現在地・移動状況の確認などの行動把握が可能。スマホの利用を「制限」するのではなく、家族でコミュニケーションをとりながら子供の成長や環境にあわせた柔軟なコントロールができる。
- Oneファミリー

家族間の通信に特化したメッセンジャーアプリ。トーンモバイルではOneファミリーを利用することにより他のSNSアプリを使わなくてすむため「SNSいじめを未然に防げる」と宣伝している。

#### その他のアプリ
- ライフログ

端末が検知した歩数などの活動量を元に、10大疾病のリスクに応じたグループ分けを表示。活動量の内容によってdポイント（旧プラン加入者はTポイント）を付与する。
- OneDrop

iPhoneのAirDropに近い操作性を持つファイル交換アプリ。Android（TONE e21以降）に標準装備。

#### アフターサポート
オペレーターによる電話サポートや、オペレーターが「TONE」を遠隔で操作しサポートする「遠隔サポート」、初心者向けの「スマホ教室」など、無料で受けられるアフターサポートを充実させている。「TONE m15」からは、NFCチップと連動し、電源を入れたまま本体を端末の入っていた箱に置くだけで、不具合を自動的に検知・修復する「置くだけサポート」を搭載。丁寧なアフターサポートを提供することで、シニア層などの需要に応えている。

### 販売チャネル
- 基本プラン：カメラのキタムラ（一部店舗）の店頭
- TONE for Android：ドコモショップ、及びトーンモバイルのオンラインショップ
- TONE for iPhone：ドコモショップのみ

freebit mobile時代は、他のMVNOに先駆けた直営店舗による販売など、多種多様な販売チャネルを活用していた。
TONEストア
フリービットによる直営の販売店（旧名：ATELIER）。店舗のデザインはトータルプロデューサーである迫慶一郎による。端末の販売だけでなく、佐賀県唐津市にあるサポートセンターを介したサポートサービスや、店内で撮影した写真を元にした端末ケースの作成も可能である。最大4店舗を展開していたが現存しない。
この他、短期間の出店を想定した可動型店舗「STAND」も用意されている。
テレビ・ラジオショッピング
2014年6月15日、『今日感テレビ 日曜版』（RKB毎日放送）内で日本初となるスマートフォンのテレビショッピングを放送した。端末が到着後遠隔操作によりセットアップを行う方法により、購入者全員のセットアップに成功したという。
また2014年7月31日には、『PAO〜N』（九州朝日放送）内でやはり日本初となるスマートフォンのラジオショッピングを放送した。
パートナープログラム
2014年8月20日、賃貸住宅仲介業のエイブルとフリービットが業務提携し、フリービットがエイブルに対してPandA 2nd Lotをベースにソフトウェアをカスタマイズした「エイブルPandA」を供給することで合意した。2015年10月31日をもって新規契約を終了した。

## ServersMan SIM LTE
2012年にサービスを開始した通信サービスで、2015年10月にドリーム・トレイン・インターネットよりトーンモバイル株式会社へ移管され、2019年12月にドリーム・トレイン・インターネットへ戻る。
SIM単体のみ提供のサービスでLTE帯にも対応しているが、最大通信速度は500kbps～600kbpsに制限されている。料金は月600円（税抜）。

## CM出演者
- 坂口健太郎（2016年 - ）
- Goose house（2014年 - 2015年、音楽も担当）